# Tooleville (Kalifornija)
Tooleville je naseljeno područje za statističke svrhe u američkoj saveznoj državi Kalifornija. Prema popisu stanovništva iz 2010. u njemu je živjelo 339 stanovnika.